# 日本对华政府开发援助
日本对华政府开发援助（日语：／ Nippon no tai chūgoku seifu kaihatsu enjo），又称日本对华ODA，通称日本对华援助，是1979到2018年间由日本政府提供给中华人民共和国政府的政府开发援助，包括无偿资金援助、技术合作和日元贷款三部分，主要资金来源于日本国民缴纳的税金，援助范围包括中国的铁路、公路、港口、机场等经济领域的基础设施建设，以及农村开发、环境保护、医疗保健水平的提高等领域。

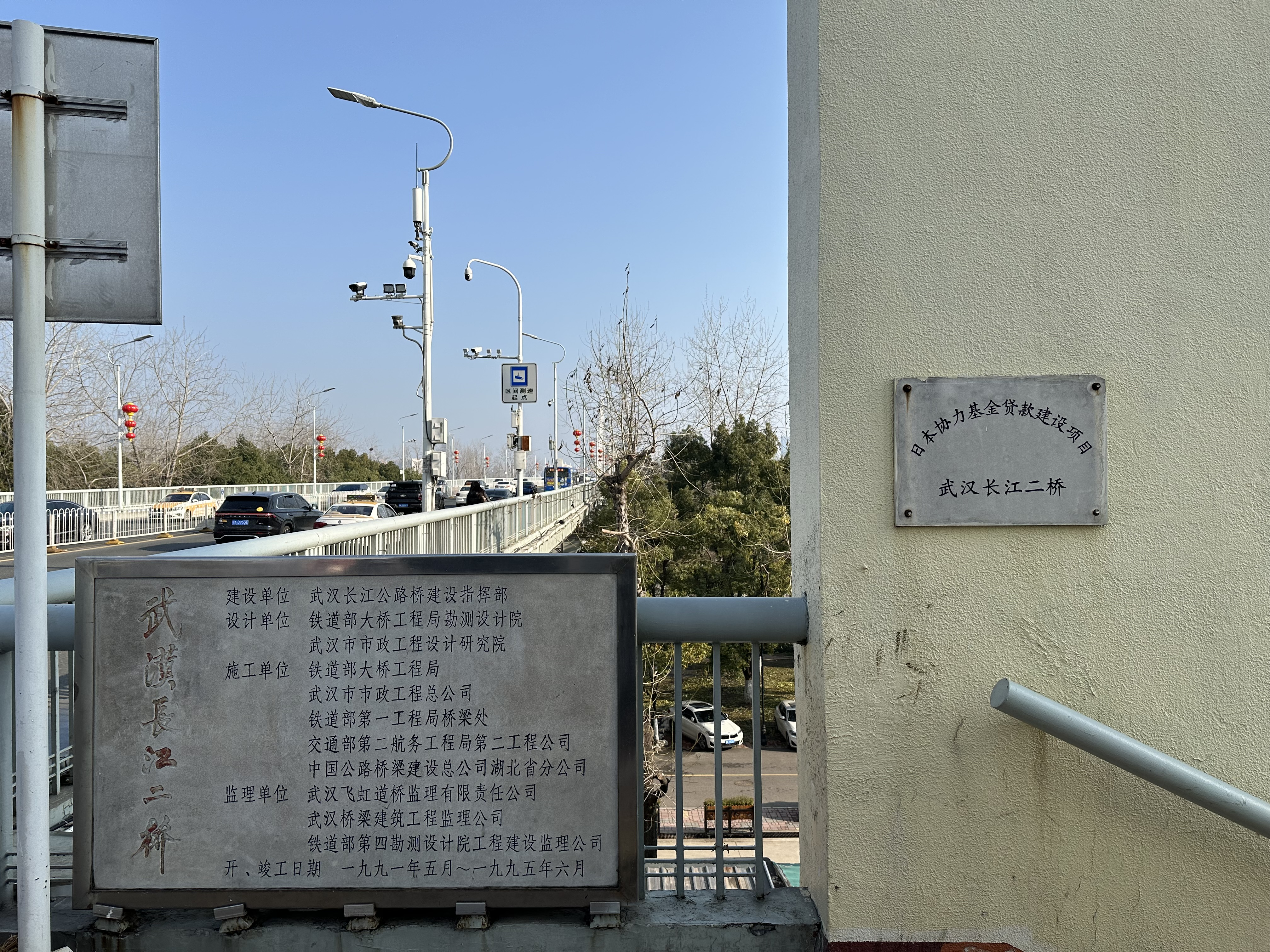
以日元贷款形式援助建设的武汉长江二桥

## 历史背景
政府开发援助（英語：Official development assistance，简称“ODA”）是指发达国家为发展中国家提供的，用于经济发展和提高人民生活的，赠与水平25%以上的赠款或贷款。日本自1954年加入科伦坡计划，并开始向发展中国家提供政府开发援助。
1972年，中日邦交正常化。1978年，两国签订《中日友好和平条约》。1979年12月，日本内阁总理大臣大平正芳访问中国时宣布对华提供政府开发援助，大平正芳称中国的现代化政策是直接关系到国际协调的核心问题，更加富强的中国可使世界更加美好，日本正是基于这一点，并兼顾日本本国的利益才决定援助中国的。

## 历史
日本是最早向中国提供政府贷款的国家，之后中国还获得了德国、法国、英国等其他国家的ODA援助，但日本一直是为中国提供两国家ODA金额最多的国家，占中国歷年所获得总额的一半左右，累计额占外国政府对华贷款总额的60%以上，在所有24个对华提供政府贷款的国家和地区性金融机构中金额最大。截至2007年底，日本政府总共向中国提供约合474亿美元的优惠日元贷款及其他形式的贷款，其对华援助规模超过了亚洲开发银行和世界银行。
进入21世纪后，由于日本本国经济长期低迷，日本政府开始调整对中ODA政策，从2000年起大幅度削减对中ODA额度。2001年10月，日本政府制定“对中经济协力计划”，调整对中援助政策，援助重点从中国沿海地区的基础设施建设转向环境保护、内陆地区居民生活水平提高、社会开发、人才培养、健全制度和技术转让等方面。日本政界，甚至社会舆论，开始出现减少以至最终取消对中政府开发援助的主张，自由民主党执政期间曾多次表示将在2008年北京奥运会或2010年上海世界博览会时，全面停止对中ODA。日本政府在2007年度签署日元贷款的最后一批新项目后，于2008年正式停止提供作为日本对中政府开发援助最主要部分的日元贷款。2018年10月25日，日本对华ODA正式结束。
2022年3月才完全結束。43年來提供中國3.65兆日圓援助協助興建北京首都機場、上海浦東國際機場、北京地鐵等重大基礎建設。

## 主要形式

### 日元贷款

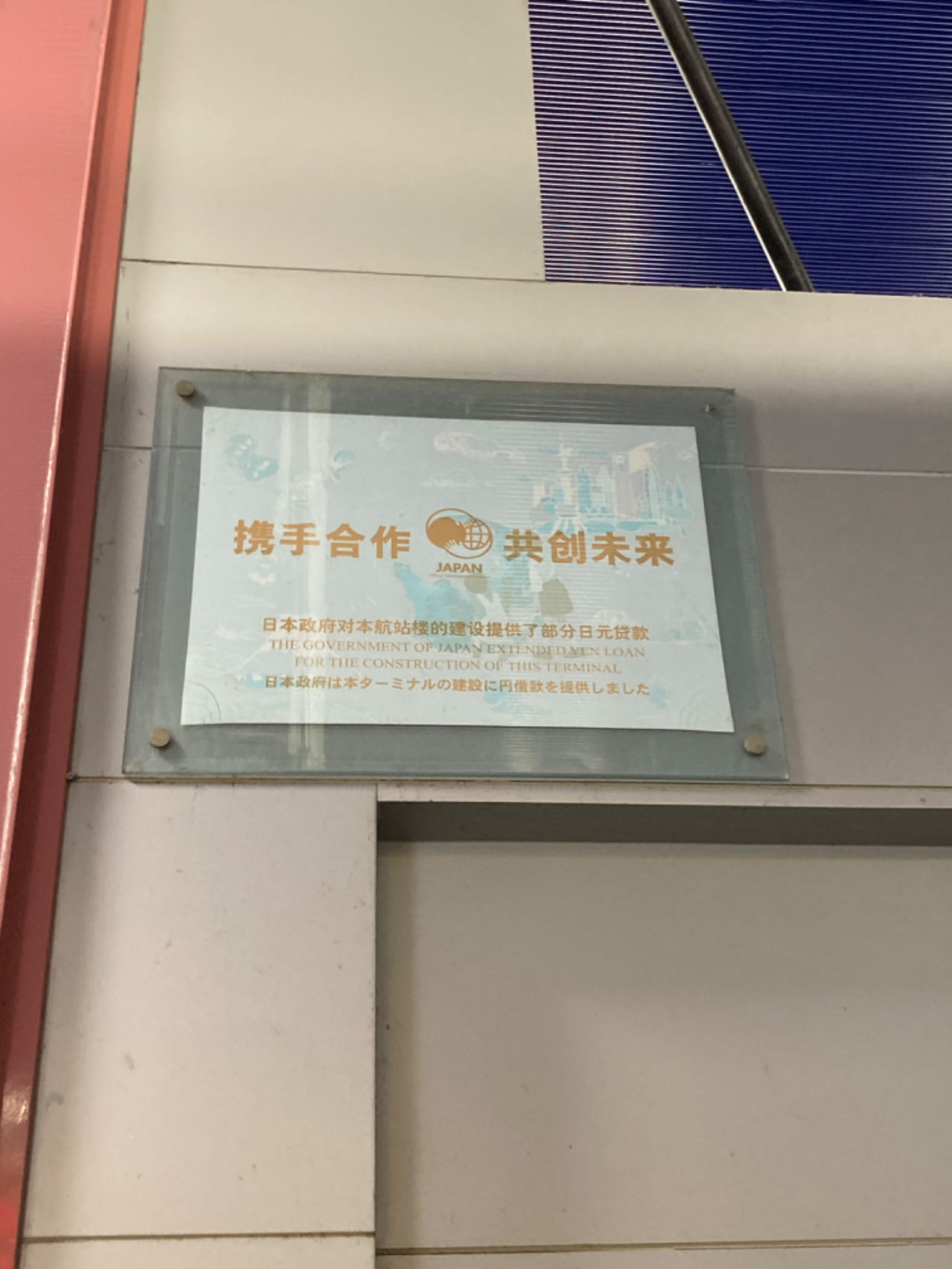
以部分日元贷款形式援助建设的浦东国际机场T1航站楼

日元贷款，又称有偿资金援助，是日本对华国家开发援助的主要组成部分，是一种长期低息贷款，还款期（包括10年的宽限期）一般在30-40年，年利率一般在0.75%-2.2%。日元贷款的实施机构是日本国际协力银行。提供日元贷款时，日本国际协力银行首先对项目进行进行审查，再由日本政府确定贷款金额和贷款条件后与中国政府交换公文，最终由日本国际协力银行提供贷款。日本給中國貸款時以美元計算，還款時以日元計算，之間的匯率風險與獲利都由中國接受。北京首都国际机场2号航站楼、上海浦东国际机场、廣州白雲國際機場的建设，武汉长江二桥等多座长江大桥的建设，京秦铁路、南昆铁路等铁路的电气化改造，青岛港等多个港口的大型泊位建设，武汉钢铁集团和宝山钢铁集团等企业的设备引进等均使用了日元贷款。

### 无偿援助资金

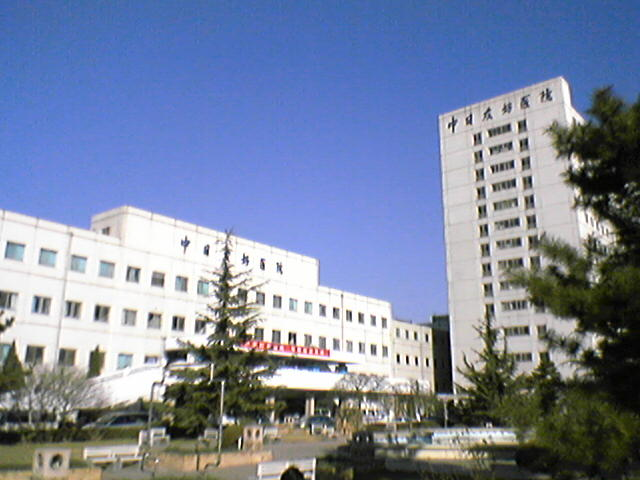
以无偿资金援助及技术合作形式建立的北京中日友好医院

无偿援助资金，或称无偿资金援助，是一种捐款形式的援助，主要以基本生活领域、环境、人才培养等领域为对象，作为受援国的中国不承担任何还款义务。1980年开始，日本在医疗保健、环境保护、人才培养和教育等领域对中国进行无偿援助，如建立中日友好医院。1988年，日本首相竹下登访问中国，签订日中友好环境保护中心协议，日方出资105亿日元、中国政府出资6630万人民币，合作建设国家重点环境保护项目中日友好环境保护中心（生态环境部环境发展中心），该中心于1996年5月5日建成投入使用。1999年，日本提供160亿日元无偿援助在中国100个城市建立环境信息计算机网络系统。

### 技术合作
技术合作通过日本国际协力机构（JICA）进行实施，是为支持中国培养人才而进行的技术本身和技术要领传授的经济援助方式，以相关技术在中国国内普及和对社会经济做贡献为目的。制度上分为接收进修人员赴日、派遣日本专家、派遣青年海外协力队、提供器材、专项方式技术合作和开发调查等形式。援助对象从医疗和饮用水等基本生活领域到计算机技术、法律制度的建设等，范围相当广泛。

## 總體援助統計

日本对华政府开发援助金额年表（1979-2013年，单位百万美元）

1980年，日本对华政府开发援助的总额为672.44亿日元，其中日元贷款660.00亿日元，无偿资金援助6.80亿日元，技术援助5.64亿日元。至2002年，日本政府向中国提供优惠贷款474亿美元，日本对华ODA占各国对华ODA的61.2%，超出其他国家的总和；援助总额为32193.07亿日元，其中日元贷款29505亿日元（占91.65%），无偿资金援助1365亿日元（占4.24%），技术援助1322亿日元（占4.11%）。至2004年，日本向中国提供政府开发援助总额为34293.79亿日元，其中日元贷款31330.56亿日元，无偿援助1457.30亿日元，技术援助1505.90亿日元。截至2007年年末，日本政府向中国提供的日元贷款累计约为33164.86亿日元。2005年起日本對華日元貸款持續減少。截至2006年6月日本政府已累計向中國承諾提供日元貸款協議金額約32078.54億日元，用於242個項目的建設。截至2006年5月底中國實際使用日元貸款約23864.13億日元，使用日本無償援助累計1376億日元（約合12.5億美元），用於136個項目的建設。在日本外务省网站所列的ODA交换公文列表中，2009年起不再有对华借款援助的公文，2012年起不再有对华无偿援助的公文。
據2019年中华人民共和国科学技术部国际合作司提供信息，由1979年開始中日政府JICA渠道技术合作，40年以來双方共开展专项技术合作131个，实施开发调查212项，培训进修人员37335名，接受专家9490位，接受日本志愿者855名，执行基层友好项目190个。据日方统计累计合作金额达1853.02亿人民币/元。(三万四千亿日元)(参见日本驻华大使馆官网)
| 類別                 | 累計     |
| -------------------- | -------- |
| 技術合作項目         | 131件    |
| 派遣專家             | 9,490人  |
| 總接收進修生         | 37,335人 |
| 其中一般進修生       | 14,407人 |
| 其中青年進修生       | 5,106人  |
| 其中現地國內進修生   | 15,399人 |
| 其中第三國進修生     | 649人    |
| 其他類型進修生       | 1,774人  |
| 開發調查             | 212件    |
| 青年海外協力隊       | 822人    |
| 年長志願者           | 33人     |
| 基層友好技術合作項目 | 190件    |

| 日本财政年度 | 有偿资金援助（日元贷款）金额 |
| ------------ | ---------------------------- |
| 1980年       | 660.00                       |
| 1981年       | 1000.00                      |
| 1982年       | 650.00                       |
| 1983年       | 690.00                       |
| 1984年       | 715.00                       |
| 1985年       | 751.00                       |
| 1986年       | 806.00                       |
| 1987年       | 850.00                       |
| 1988年       | 1615.21                      |
| 1989年       | 971.79                       |

| 日本财政年度 | 无偿资金援助 | 技术合作 | 有偿资金援助 | 占中国接受两国间ODA比例 |
| --- | ------------ | -------- | ------------ | ----------------------- |
| 1990年 | 66.06        | 70.49    | 1225.24      |                         |
| 1991年 | 66.52        | 68.55    | 1296.07      |                         |
| 1992年 | 82.37        | 75.27    | 1373.28      | 51%                     |
| 1993年 | 98.23        | 76.51    | 1387.43      | 60%                     |
| 1994年 | 77.99        | 79.57    | 1403.42      | 62%                     |
| 1995年 | 4.81         | 73.74    | 1414.29      | 55%                     |
| 1996年 | 20.67        | 98.90    | 1705.11      | 52%                     |
| 1997年 | 68.86        | 103.82   | 2029.06      | 47%                     |
| 1998年 | 76.05        | 98.30    | 2065.83      | 67%                     |
| 1999年 | 59.10        | 73.30    | 1926.37      | 67%                     |
| 2000年 | 47.80        | 81.96    | 2143.99      | 61%                     |
| 2001年 | 63.33        | 77.77    | 1613.66      | 64%                     |
| 2002年 | 67.87        | 62.37    | 1212.14      | 68%                     |
| 2003年 | 51.50        | 61.80    | 966.92       | 67%                     |
| 2004年 | 41.10        | 59.23    | 858.75       |                         |
| 注1∶日本财政年度是从4月到第二年的3月。 注2∶日元贷款和无偿援助的金额以政府换文为基准。技术合作援助的金额以日本国际协力机构（JICA）的经费计算为基准。 注3∶无偿援助的金额包括利民工程无偿援助和人的安全保障无偿援助。 |              |          |              |                         |

## 中方评价
中国学者、日本问题专家金熙德曾评价称日元贷款相比其他国家提供的政府贷款，“具有时间最早，规模最大，条件最优惠”等特点。
1998年11月26日，中共中央总书记、中国国家主席江泽民访问日本时发表《关于建设致力于和平与发展的友好合作伙伴关系的日中联合宣言》，对日方向中国提供的经济合作表示感谢。
1999年，中国国家科学技术委员会及对外贸易经济合作部外国借款管理司曾评价称“1979年以来，日本的对华援助，为我国经济建设打下了基础，并促进了我国经济社会发展。特别是无偿援助，为中日友好和经贸关系的发展做出了贡献”。
2003年1月9日中华人民共和国商务部在網發佈簡報，統計从1981年到2002年11月底日本提供一般无偿资金合作总额约1250亿日元、执行各类项目115个，指以上支援在一定程度上缓解了中华人民共和国在基础生活和人才培养等方面的急切需求，表示以上支援是提高了國內人民的生活水平，同時缩小國內的东西部差距，更促进两国友好关系的发展。
2003年5月31日，中共中央总书记、中国国家主席胡锦涛在俄罗斯与日本首相小泉纯一郎会晤时对日本为中国克服“非典”提供的无偿援助表示感谢。
2004年11月30日，中国国务院总理温家宝在老挝万象出席东盟系列峰会期间会见小泉纯一郎时提到“日元贷款在中国的经济建设中做出了很大的贡献”。
2018年10月23日，中国外交部例行记者会上，发言人华春莹评价日本对华ODA称：“日本对华官方资金合作在中国改革开放和经济建设中发挥了积极作用，日本也从中获得了实实在在的利益。这是中日互利双赢合作的重要组成部分。”
2019年12月左右，日本国际协力机构与清华大学联合主办回顧改革开放以来中日经济技术合作图片展，中华人民共和国科学技术部国际合作司在寄語展覽時表示，在中日政府间合作40年的JICA渠道，为中华人民共和国的改革开放和科技进步事业发挥了一定的作用，促进了两国人民的相互理解和友谊，科技部為此感谢双方有关部门的支持和合作。

## 与战争赔偿的关系
在中日邦交正常化的時候，中華人民共和國政府免除了日本明治維新後至第二次世界大戰前各起戰事的官方戰爭賠償，而当时中國的發展也需要日本的資金、技術支持。因此有部分人士認為日本對華ODA是中日政府雙方達成默契，以日本政府發展援助的形式在某種程度上彌補中國放棄戰爭賠償的經濟損失。但是中日两国政府均未曾承认ODA与战争赔偿有关，相关学者也多声称日本对华政府开发援助与战争赔偿毫无关系。日本庆应大学教授国分良成認為该观点只是民間一種心理上的詮釋。参与最初决策的日本外相大来佐武郎認该政策是雙方各取其利的一種必然。对日方而言，中國經濟發展將帶來社會穩定，将不易向外尋求戰爭，日中和平友好是对日本的安全保障；中國发展能源和交通有利于對日出口原物料，因此前期贷款多集中于能源和交通领域；ODA貸款有时会附加向日本廠商采购的条件，有利于日本大型廠商進入中國市場。对中方而言，日本对华ODA的利率和偿还条件比商业机构和国际机构的贷款要优惠得多；当时中国需要透過ODA項目合作从日本輸入技術。